# Parco di Yıldız

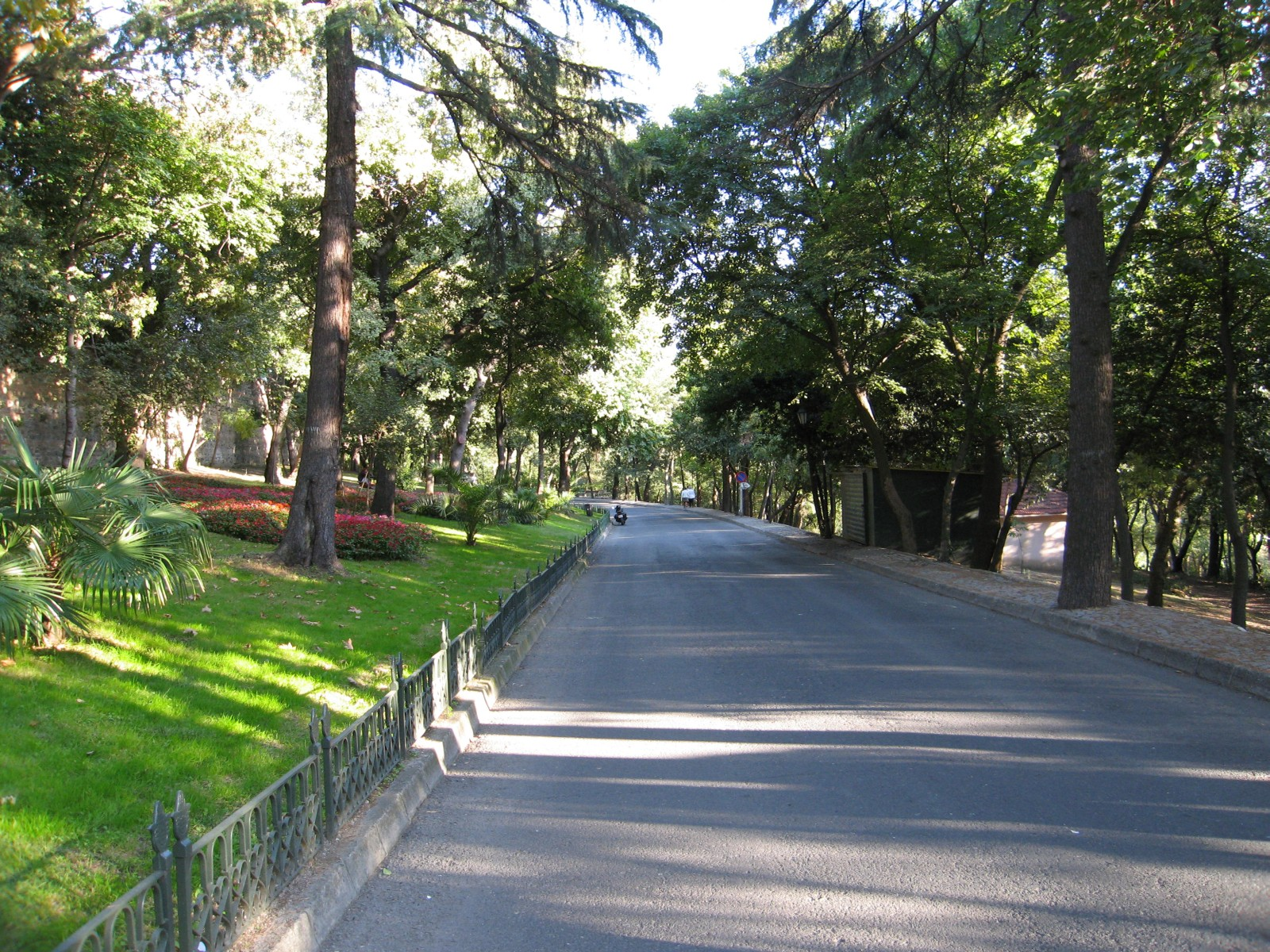
Interno del parco

Il parco di Yıldız (in Turco: Yıldız Parki) è uno storico parco urbano, situato nel quartiere di Beşiktaş di Istanbul, in Turchia. Si tratta di uno dei più grandi parchi pubblici della città. Nelle sue vicinanze si trovano i palazzi di Yıldız e di Çırağan.

## Storia

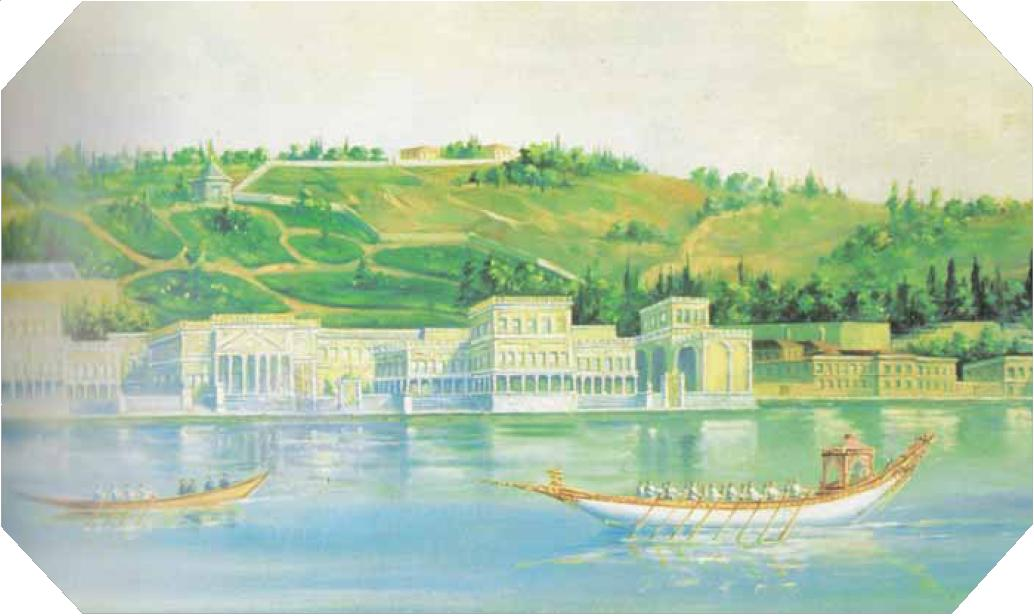
Pittura del Palazzo di Çırağan con i pendii delle colline del Parco di Yıldız, visto dal Bosforo (1840)

Il parco di Yıldız faceva parte del giardino imperiale del palazzo di Yıldız. Estendendosi lungo le pendici del palazzo, questo parco murato era riservato solo agli abitanti del palazzo durante il regno del sultano Abdulhamid II.
L'area di Yıldız era una foresta in epoca bizantina. A partire dal regno di Solimano il Magnifico, i sultani ne fecero la loro riserva di caccia. Nei secoli successivi rimase un boschetto dietro i palazzi sul mare. Il quartiere cominciò a fiorire in seguito alla costruzione del palazzo nel XIX secolo. Prese il nome dal primo padiglione, Yıldız Kasrı, commissionato da Selim III all'inizio del XIX secolo.
I 0,10 km2 del giardino esterno del palazzo furono circondati da alte mura e staccati da un boschetto durante il regno di Abdulhamid II nel XIX secolo. Un piccolo lago artificiale, padiglioni, case estive e una fabbrica di ceramiche furono edificati in questa sezione.

## Oggi
Attualmente il Parco Yıldız è un bellissimo complesso di giardini con un parco molto grande di fiori, piante e alberi, raccolti da ogni parte del mondo e risalenti all'epoca ottomana. Il parco offre una vista panoramica sul Bosforo. Il parco è un luogo popolare per i picnic soprattutto nei fine settimana. Due bellissimi padiglioni antichi, il padiglione di Çadır e quello di Malta, sono usati per riposare, bere il tè, fare colazione e pranzare.

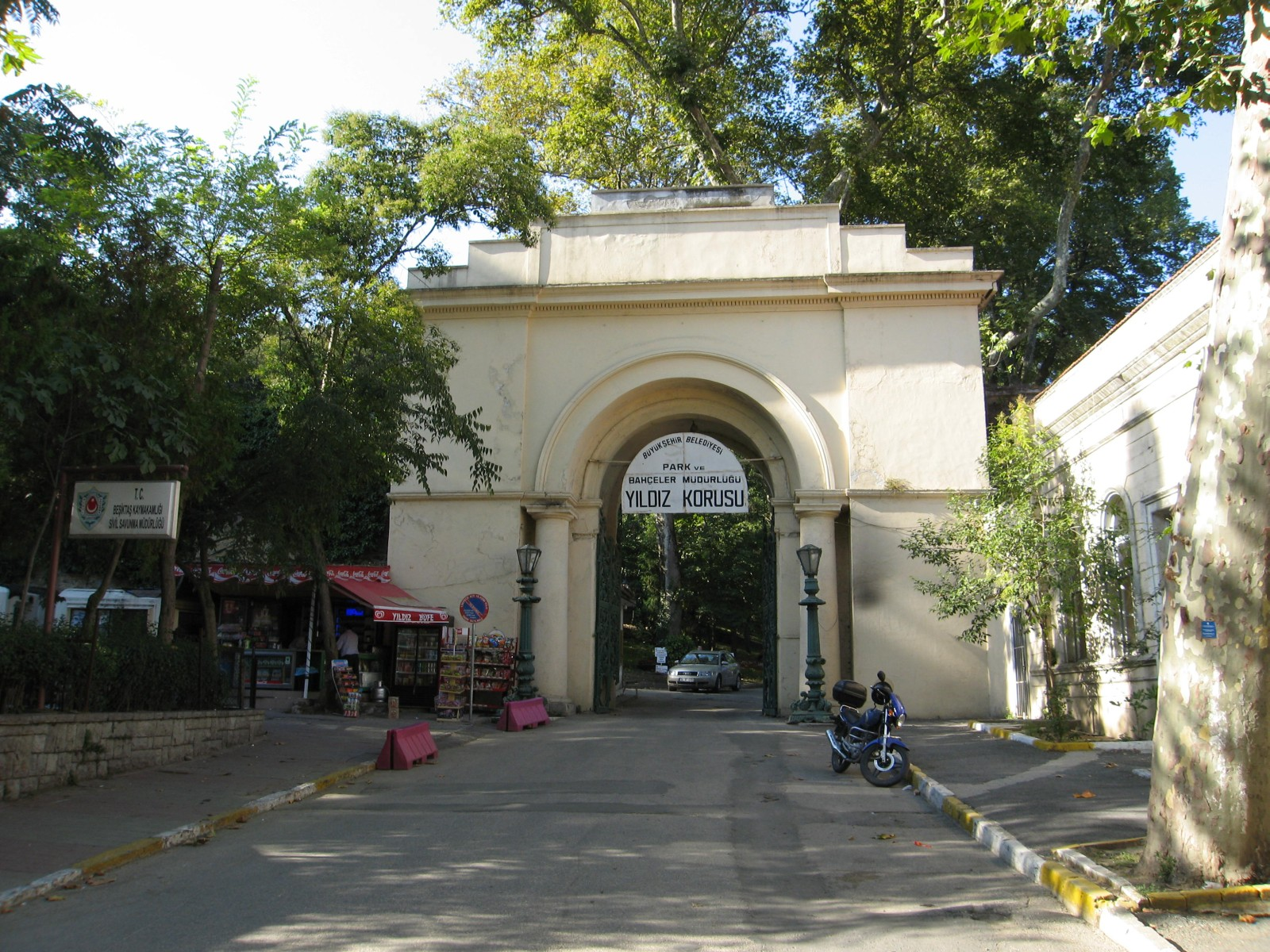
Ingresso principale

Il parco è diviso in due sezioni, la sezione esterna è aperta al pubblico e comprende i padiglioni di Şale, Çadır e Malta e la fabbrica di porcellana di Yıldız ancora in funzione. La vegetazione del parco comprende alberi di magnolia, alloro, alberi di Giuda, tigli argentati e ippocastani. Inoltre, il parco ospita querce, cipressi, pini, tassi, cedri e frassini. Inoltre, la sezione esterna ha due laghi artificiali.

## Galleria d'immagini

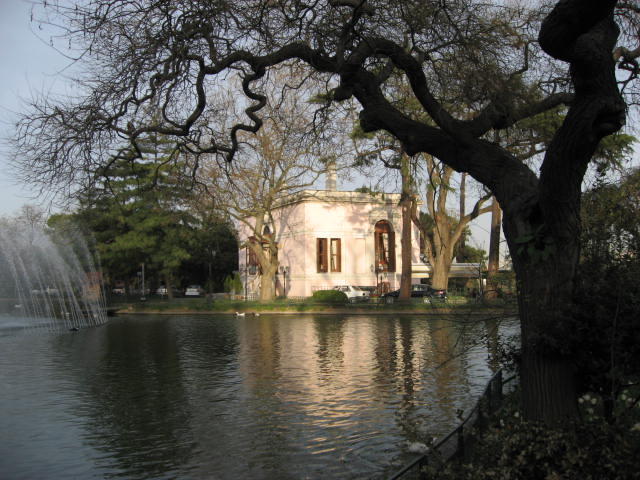
Padiglione Çadır all'interno del parco
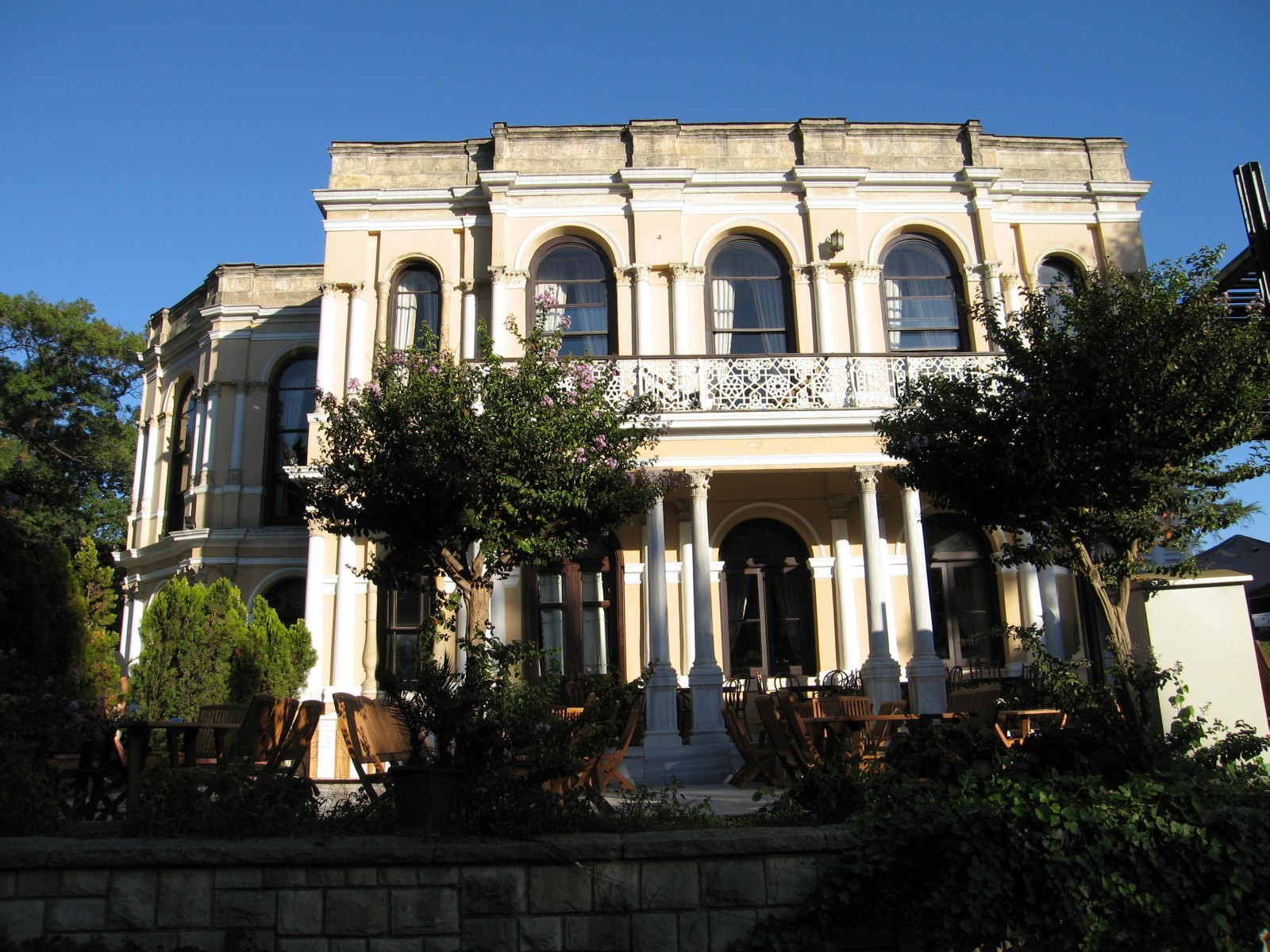
Il padiglione di Malta, ora aperto al pubblico
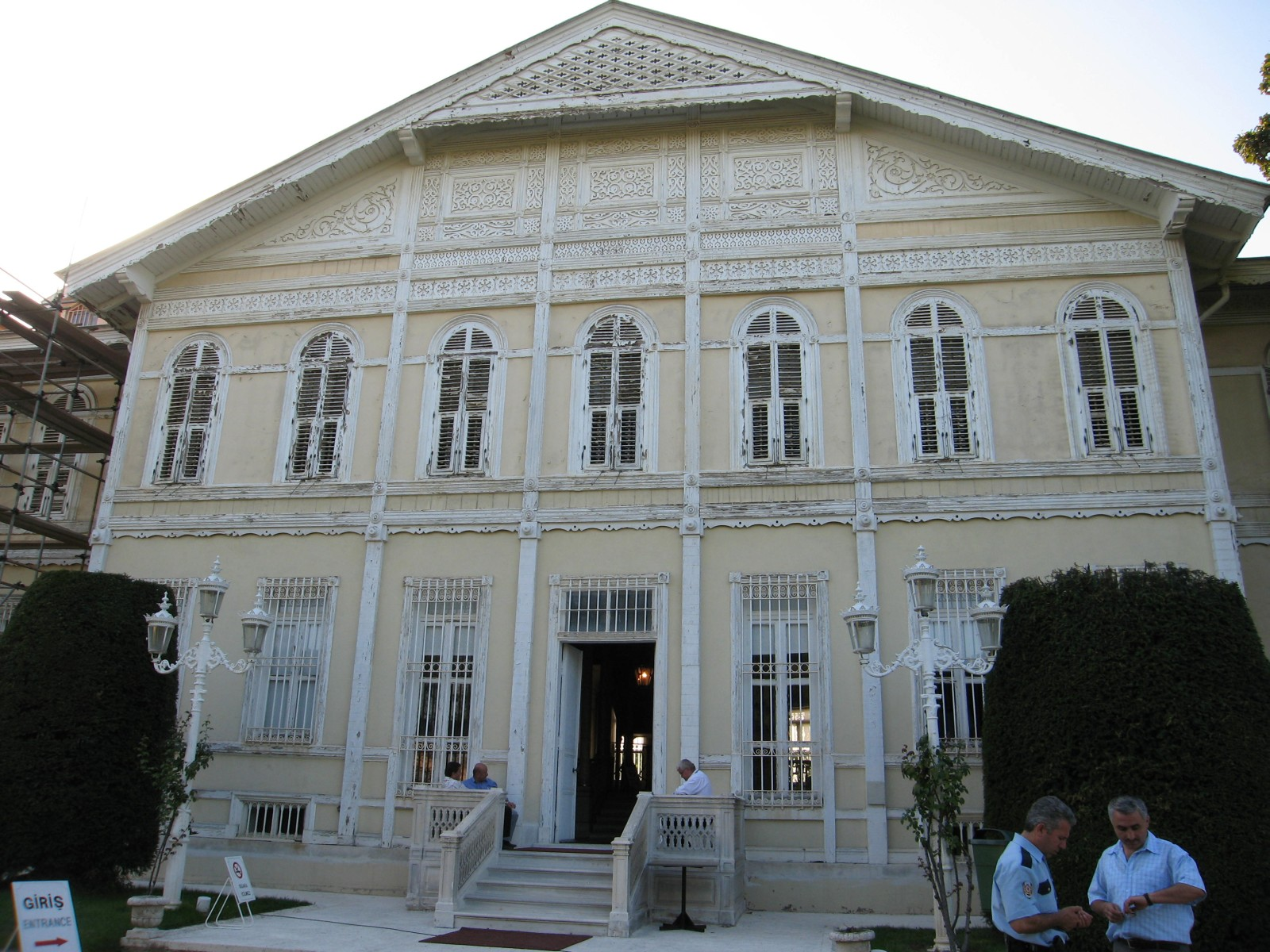
Facciata dell'edificio principale del Padiglione Şale
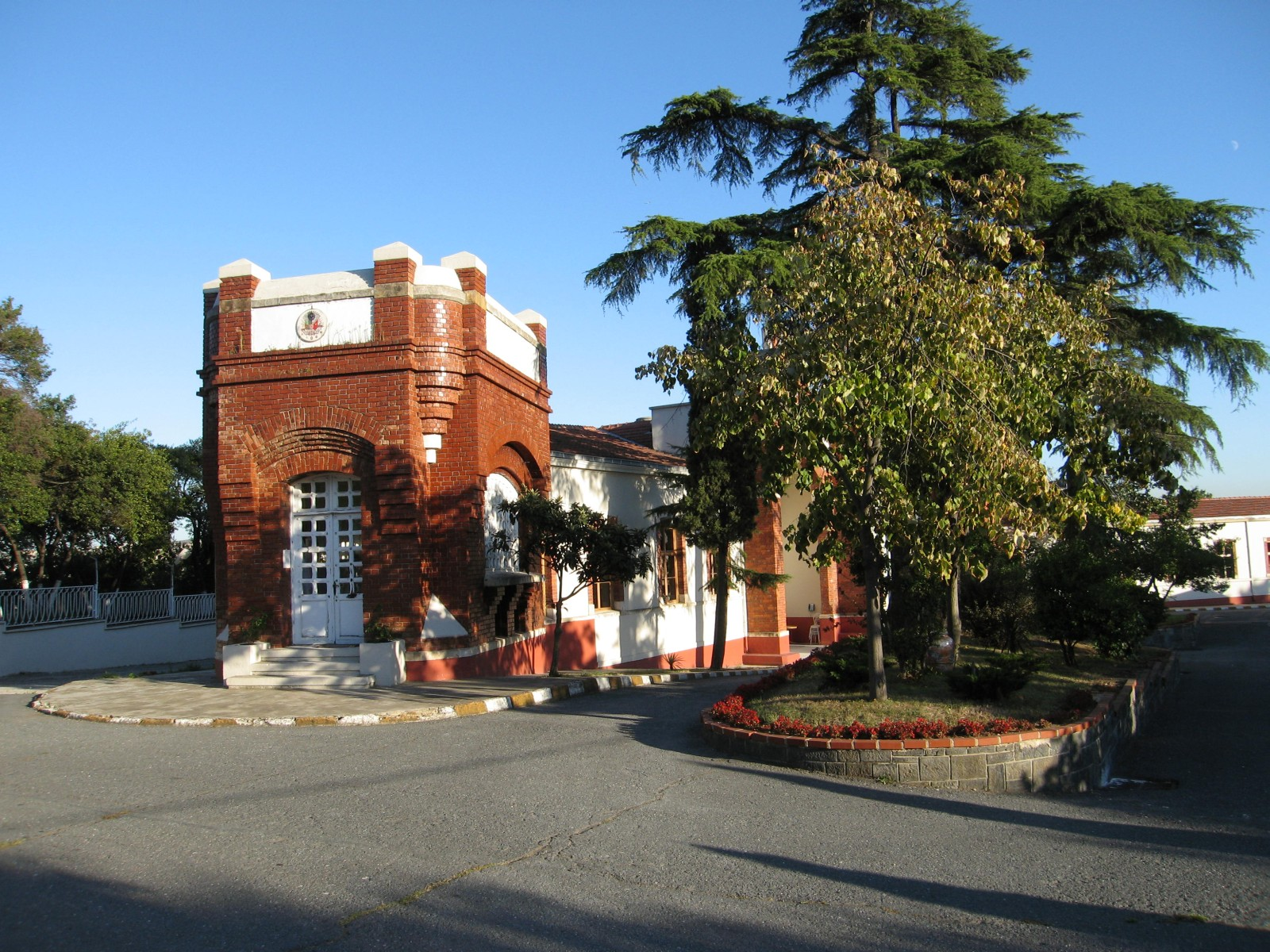
Complesso di produzione di porcellana e piastrelle di Yıldız